# Woolworths
Woolworths fu una catena britannica di grandi magazzini al dettaglio. Venne fondata nel 1909 a Liverpool come divisione della F. W. Woolworth Company.

## Storia
Il primo negozio Woolworths britannico aprì a Liverpool nel 1909.
All'inizio della Prima guerra mondiale esistevano 40 filiali in Gran Bretagna e Irlanda, principalmente nelle principali città. Il numero di dipendenti, compresi i dirigenti, era 57. Dopo la guerra, la maggior parte dei dirigenti non fece ritorno. La casa madre americana si offrì di aiutare, ma la società britannica volle dimostrare le proprie capacità e così diverse donne furono promosse a posizioni dirigenziali, anche se solo per un periodo limitato. Nel 1923 i negozi erano già 130. Molti negozi avevano le caratteristiche facciate piastrellate in stile Art déco. Il 12 luglio 1930 venne aperta la quattrocentesima filiale e la società fu quotata alla Borsa di Londra nel 1931. La società madre statunitense ridusse i suoi contributi nella società al 51,7% in quel momento.
Il numero più alto di negozi fu raggiunto negli anni '60 con 1.141. Già a quel tempo vennero aperti degli ipermercati con il nome Woolco. La maggior parte di questi grandi magazzini furono in seguito venduti, ad esempio alla Dee Corporation, che vennero riaperti come ipermercati e poi acquistati da ASDA. 
Quando la società britannica si separò dall'americana F. W. Woolworth Company nel 1982, il numero di filiali scese a circa 1.000. La società britannica smise temporaneamente di seguire la tendenza generale di aprire filiali nelle periferie delle città e rimase invece nei centri. All'inizio del XXI secolo, Woolworths si trovò ad affrontare una concorrenza sempre più agguerrita. L'industria delle registrazioni sonore (dischi, cassette e CD), una delle principali fonti di reddito, crollò, soprattutto dopo lo scioglimento dei supermercati Our Price.

### Fallimento
Poco prima del suo centenario, Woolworths cadde definitivamente vittima della crisi finanziaria e della Grande recessione. Il 26 novembre 2008, i media britannici riportarono, citando fonti aziendali, che la società aveva dichiarato bancarotta dopo il fallimento di un ultimo tentativo di salvataggio. Nella prima metà dell'anno finanziario 2008/2009, che si è conclusa alla fine di agosto, Woolworths ha eliminato il suo dividendo provvisorio nel settembre 2008, dopo aver annunciato una perdita ante imposte di 99,7 milioni di sterline per i sei mesi fino al 2 agosto. Nello stesso periodo, l'amministratore delegato Steve Johnson ha delineato un possibile piano di ristrutturazione per vendere 120 negozi, eliminare un quarto dei suoi prodotti, ridurre le operazioni web e tagliare posti di lavoro. Il debito ammontava a 385 milioni di sterline (circa 410 milioni di euro, tasso di cambio di dicembre 2008). Dopo il fallimento della ricerca di un investitore, il 10 dicembre 2008 è stata annunciata la chiusura della catena di grandi magazzini con oltre 800 filiali e sono iniziate le vendite di liquidazione. Questo processo si è concluso all'inizio di gennaio 2009 con il licenziamento degli ultimi dipendenti. 
L'ex direttrice di una filiale Woolworths a Dorchester, Claire Robertson, ha continuato a gestire il suo negozio con il nuovo nome Wellworths dopo alcuni lavori di ristrutturazione. La riapertura ebbe luogo l'11 marzo 2009. Successivamente venne rinominato in Wellchester. Il negozio chiuse nel 2012. 
Il gruppo australiano Woolworths, tuttora esistente, non ha alcun legame storico con le aziende britanniche o americane che portano lo stesso nome.